# John Dashwood-King (4e baronnet)
John Dashwood-King, 4e baronnet (1765-22 octobre 1849) est un homme politique conservateur britannique.

## Biographie
Fils de John Dashwood-King (3e baronnet) et demi-neveu de Francis Dashwood (11e baron le Despencer), il partage peu de leurs manières cultuelles et hédonistes et est un fidèle religieux. Il fait ses études au Middle Temple et à Christ Church, à Oxford.
Le 29 août 1789, il épouse Mary Anne Broadhead (décédée le 19 janvier 1844), l'arrière-petite-fille de Théodore, baron Brinckman; ils ont sept enfants:
- George Dashwood (5e baronnet)
- Francis Dashwood (décédé en mai 1817)
- John Dashwood, 6e baronnet (1792–1863)
- Edwin Sandys Dashwood (décédé en 1846). Officier des Royal Horse Guards, il épouse Emily Hare en 1821, mais devient alcoolique et meurt du delirium tremens à Paris. Il laisse un fils:
  - Edwin Dashwood, 7e baronnet (1825–1882)
- Henry Dashwood (décédé le 6 février 1846), marié le 19 septembre 1826) à Anne Leader. Vicaire de West Wycombe en 1832, il perd son poste en raison de liaisons indiscrètes.
- Mary Dashwood, mariée en 1815 à Augustus Fitzhardinge Berkeley, fils naturel de Frederick Berkeley (5e comte de Berkeley)
- Elizabeth Dashwood (décédée le 29 août 1846), mariée en 1821 à Harrison Walke Sober[2], épouse le 28 avril 1827 Anthony St. Leger.

Il provoque un incident malheureux en 1800, lorsqu'il soupçonne sa femme d'être trop intime avec le prince de Galles et la fait quitter Londres pour Bourton.
En 1793, il hérite du titre de baronnet et de West Wycombe Park et se présente sans succès en tant que candidat parlementaire pour l'arrondissement de Wycombe. Il est élu en 1796, occupant le siège jusqu'en 1831, jouant également un rôle actif dans la politique locale. Tory indépendant, il est critiqué à Wycombe pour son opposition au Reform Bill en 1831, et quitte le Parlement en 1831, préférant ne pas se présenter aux élections de 1832.
Très attaché à la vie à la campagne, il fonde le Bourton Hunt, une meute de harriers, dans son domaine de Bourton dans le Gloucestershire et est également considéré comme un excellent juge des chevaux. Il n'aime pas son siège de campagne à West Wycombe car inadapté à la chasse et trop cher à entretenir et tente de le vendre au duc de Somerset, mais n'a pas été en mesure de le faire. Il préférait vivre à Halton House, près d'Aylesbury.
En raison d'un lourd investissement dans la terre dans le Buckinghamshire, il meurt dans la pauvreté et très endetté et est remplacé comme baronnet par George Henry, qui est député libéral du Buckinghamshire et de Wycombe jusqu'à sa mort en 1862.